# Storvarpet

Storvarpet, grund vik vid Bygdeås kust med två smala och grunda inlopp mellan Getskäret och Rödhällan samt Rödhällan och Englandsskäret. Namnet kommer från att man historiskt dragit not i viken. Den inre delen av viken heter Hälsaviken.